# Wyścigowe Mistrzostwa Węgier 1997
1997 – sezon wyścigowych mistrzostw Węgier.